# ハンス・ヤーコプ・クリストッフェル・フォン・グリンメルスハウゼン

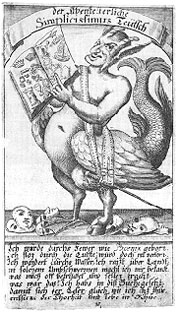
『阿呆物語』表紙

ハンス・ヤーコプ・クリストッフェル・フォン・グリンメルスハウゼン（Hans Jakob Christoffel von Grimmelshausen, 1621年あるいは1622年 - 1676年8月17日）は、ドイツの作家。

## 生涯
グリンメルスハウゼンはゲルンハウゼンに生まれた。彼は10歳のときにヘッセンの軍隊に誘拐され、彼らに囲まれる形で三十年戦争の軍人生活という冒険を味わうこととなった。戦争が終わると、グリンメルスハウゼンはシュトラースブルク主教のフランツ・エゴン・フォン・フュルステンベルクの下で働き始め、1665年にはバーデンの都市レンヒェンのSchultheiss（行政官）となった。
この地位を得るとグリンメルスハウゼンは文学業に打ち込むようになり、1668年に17世紀最大のドイツ文学作品と評される『阿呆物語』（Der abenteuerliche Simplicissimus Teutsch, d.h. die Beschreibung des Lebens eines seltsamen Vaganten, genannt Melchior Sternfels von Fuchsheim）を出版した。この作品において彼は、当時ドイツにおいてある程度知れ渡っていたスペインのピカレスク小説をモデルとして用いた。『阿呆物語』は、作者であるグリンメルスハウゼン自身の詳細な自伝ともとることができる。彼は主人公の幼年時代から物語を始め、その後の三十年戦争における数々の感動的な場面と冒険について描写している。これらの場面を描写する際に用いられている粗野な詳細表現が、この本を当時の最も価値ある記録のひとつとされている。しかしながら物語の後半になるとグリンメルスハウゼンは寓話的表現に耽溺していき、最終的にはロビンソン・クルーソー的な物語に没頭してしまう。
1669年には、後にベルトルト・ブレヒト（1898 - 1956年）が演劇作品『肝っ玉おっ母とその子どもたち』（1939年、Mutter Courage und ihre Kinder）を作り出す重要な着想点になったともいわれる『放浪の女ぺてん師クラーシュ』を出版した。
1676年8月17日にレンヒェンで死去した。この町には1779年に彼にちなんだ記念碑が建立された。

## 作品
彼の作品中で最も重要なのは、いわゆるSimplicianische Schriftenと呼ばれるものであるが、『ドイツのミヒェル』(Der teutsche Michel, 1670年)などの風刺作品や『ディートヴァルトとアメリンデ』(Dietwald und Amelinde, 1670年)のような恋愛小説は、さほど興味をひかれるものではない。
- 阿呆物語 Der abenteuerliche Simplicissimus （1668年）
- 放浪の女ぺてん師クラーシュ Die Ertzbetrügerin and Landstörtzerin Courasche （1669年）
- Der seltsame Springinsfeld （1670年）
- Das wunderbarliche Vogelnest （1672年）

## 書籍
- 『阿呆物語』 望月市恵訳、岩波書店 1953-1954年 上)ISBN 978-4003240311 中)ISBN 978-4003240328 下)ISBN 978-4003240335
- 『阿呆物語 - シンプリチシムスの数奇な生涯』 上村清延訳、河出書房　1951年（1/7程度の抄訳）
- 『放浪の女ぺてん師クラーシュ』 中田美喜（1931-1990年）訳、現代思潮社（古典文庫, 15）　1967年